# ホチェ＝スリヴニツァ
ホチェ＝スリヴニツァ（Hoče-Slivnica, ドイツ語：Kötsch-Schleinitz）は、スロベニアの市である。
スリヴニツァ（オーストリア化するとシュライニッツ Schleinitz）とは、オーストリアにもある地名で、スラブ語でスモモの意味である。